# 弗朗西斯·斯布福德
弗朗西斯·斯布福德，FRSL（1964年—）是一名英國作家。斯布福德的父母均是知名學者，他1985年於劍橋大學三一學堂取得學士學位，其後於出版社工作，2000年後則於學院教授寫作。斯布福德1996年開始寫作，1997年已經取得毛姆文學獎，自此繼續寫作，2007年由於他的寫作在「喚起地方精神」方面的貢獻，因此入選皇家文學學會院士。2016年，他首次出版小說類作品，最終憑此以18世紀紐約為背景的歷史小說《金山》獲科斯塔圖書獎最佳處女作獎。